# Michel Martin Drolling
Michel Martin Drolling (ur. 7 marca 1789 w Bergheim, zm. 9 stycznia 1851 w Paryżu) – francuski malarz neoklasycystyczny.
Jego pierwszym nauczycielem był ojciec, Martin Drolling (1752–1817), a następnie po 1806 Jacques-Louis David. W 1810 za pracę Colère d’Achille zdobył stypendium Prix de Rome i wyjechał na studia w Académie de France w Rzymie. Po powrocie do Francji wystawiał w paryskim Salonie, m.in. w 1817 płótno Mort d’Abel. Malował również dekoracje ścienne (freski, plafony) w Luwrze i Wersalu. W 1837 został członkiem Académie des Beaux-Arts w Institut de France i profesorem w École des Beaux-Arts. Wśród jego licznych uczniów byli m.in. Paul Baudry, Jules Breton, Theodor Aman, Roger Fenton, Paul-Alfred de Curzon, Charles Joshua Chaplin, Pierre-Victor Galland, Jean-Jacques Henner, Cornelius Krieghoff, Charles Nègre, John Charles Robinson i William Strutt.
Drolling malował głównie portrety i sceny historyczne, poruszał tematykę religijną i mitologiczną. Jego prace odznaczają się teatralną kompozycją, drobiazgowością szczegółów i głębokimi kontrastami świetlnymi. Widoczne są wpływy starych mistrzów holenderskich.

## Galeria

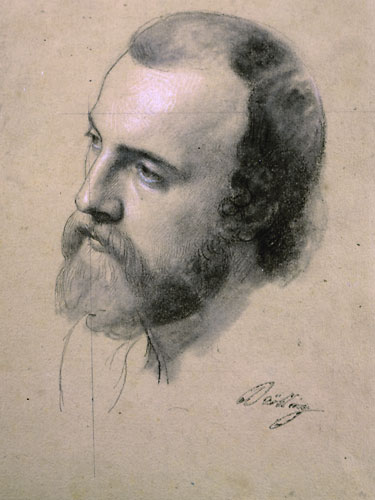
Tête du Christ
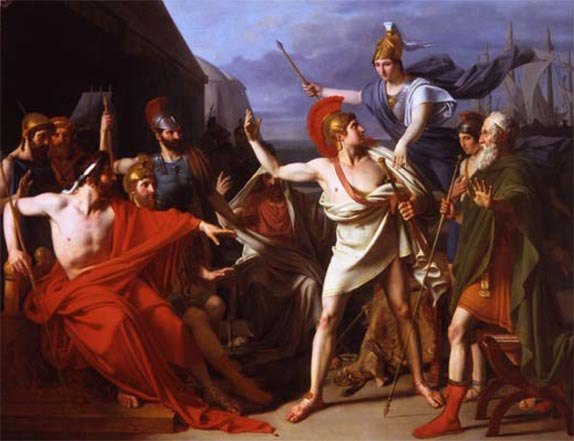
La Colère d'Achille (1810)
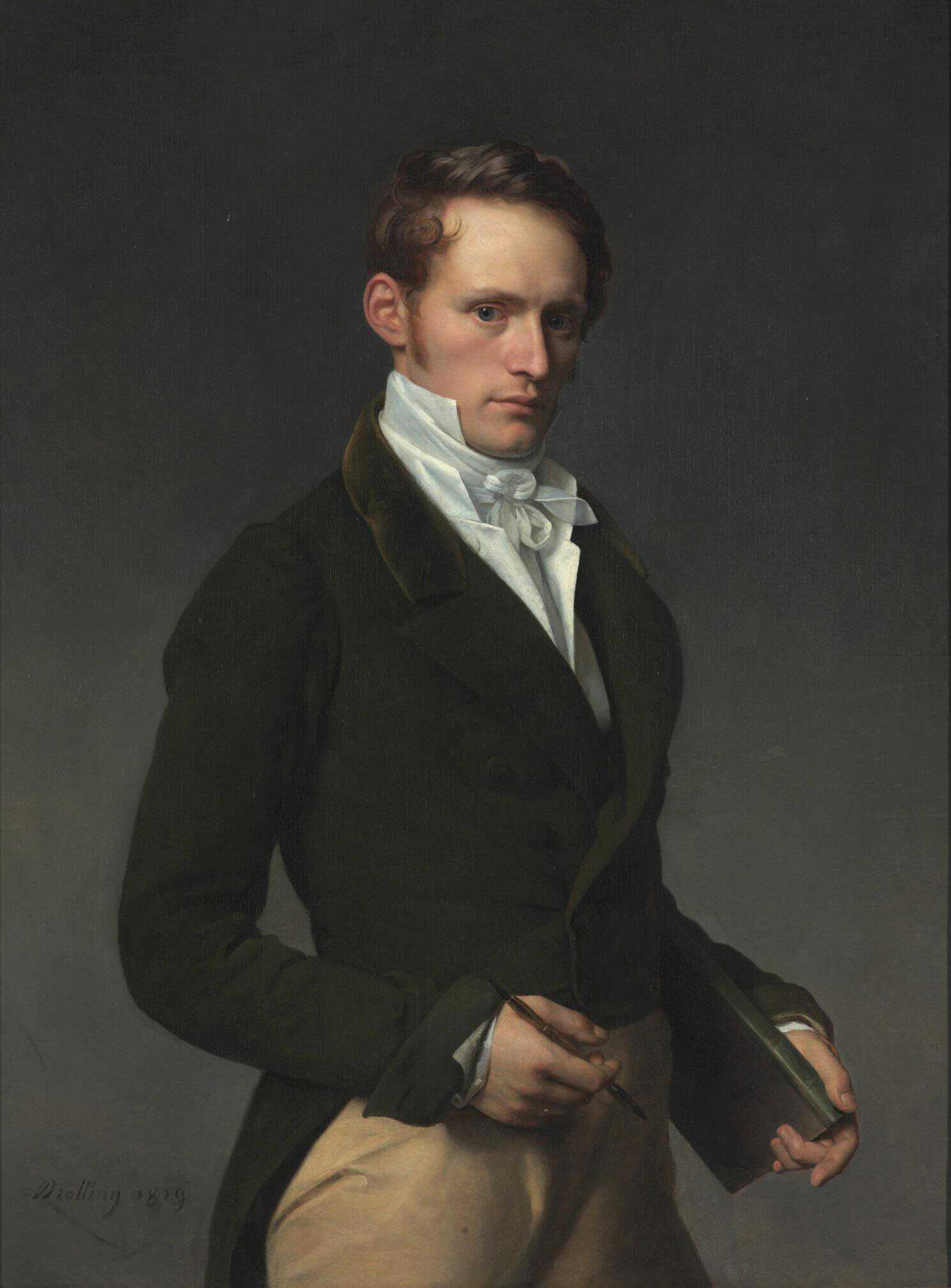
Portrait d'un artiste (1819)
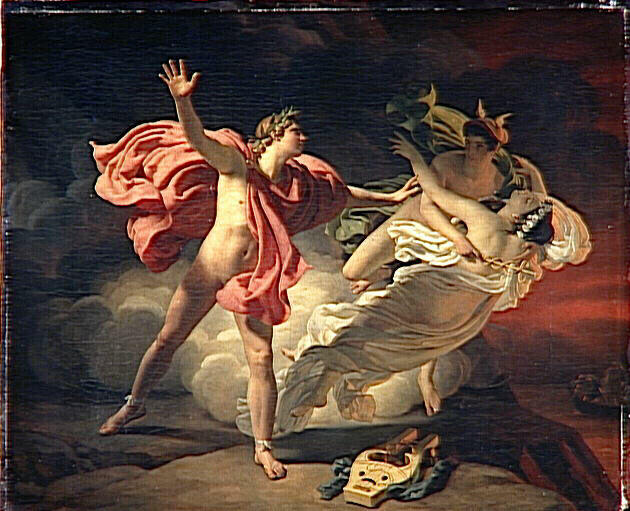
Orphée et Eurydice (1820)